# Roger Deakins
Roger Alexander Deakins, CBE, ASC, BSC (Torquay, 24 de maig de 1949), és un director de fotografia anglès. És conegut pel seu treball en les pel·lícules dels germans Coen, Sam Mendes i Denis Villeneuve. Ha guanyat quatre premis BAFTA a la millor fotografia i ha rebut catorze candidatures a l'Oscar a la millor fotografia. Entre els seus treballs més notables s'inclouen The Shawshank Redemption, Fargo, The Man Who Wasn't There, A Beautiful Mind, The Village, No Country for Old Men, Skyfall, Prisoners, Sicari i Blade Runner 2049, per la qual va guanyar el seu primer premi Oscar.

## Primers anys
Deakins va néixer i créixer a Torquay, al comtat anglès de Devon, Anglaterra, fill de Josephine (de soltera: Messum), una actriu, i William Albert Deakins, un constructor. Va assistir a la Torquay Boys' Grammar School. D'adolescent, passava la major part del seu temps, dins i fora de l'escola, centrant la major part del seu interès en la pintura. Diversos anys després, va ingressar a l'escola d'art i disseny de la ciutat de Bath, on va estudiar disseny gràfic. Mentre estudiava a Bath, va descobrir la seva atracció per la fotografia i posteriorment es va matricular a l'Escola Nacional de Cinema i Televisió. Després de graduar-se, va passar set anys viatjant al voltant del món realitzant documentals.

## Carrera
El seu primer llargmetratge com a director de fotografia va ser 1984 (1984), dirigida per Michael Radford i basada en la novel·la homònima de George Orwell. Va continuar treballant en films independents britànics —entre ells Sid i Nancy (1986)— i més tard va realitzar el seu primer treball als Estats Units, a la pel·lícula Mountains of the Moon (1990). Poc després va col·laborar per primer cop amb els germans Coen amb la pel·lícula Barton Fink (1991). Des d'aquest moment, va passar a ser col·laborador habitual dels germans Coen i el director de fotografia predilecte dels cineastes.
L'American Society of Cinematographers va reconèixer per primer cop el seu treball en una pel·lícula amb la fotografia de The Shawshank Redemption (1994). La ASC va continuar valorant el seu treball en produccions posteriors com Fargo (1996), Kundun (1997), O Brother, Where Art Thou? (2000), per les quals va ser nominat, i The Man Who Wasn't There (2001), per la qual va guanyar el premi per segona vegada. Sobre el seu treball de fotografia en blanc i negre a The Man Who Wasn't There, Deakins va afirmar: «Penso que de tots els films en els quals he treballat, en aquest film, per a mi, tot encaixa com en un petit puzle complex». L'any 2008, es va transformar en el primer director de fotografia en la història a rebre dues nominacions de l'ASC, pel seu treball en L'assassinat de Jesse James pel covard Robert Ford i No Country for Old Men. A més a més va rebre nominacions per als premis Oscar pel seu treball en ambdues pel·lícules. Deakins va ser candidat a l'Oscar en catorze ocasions abans de guanyar el premi a la millor fotografia pel seu treball a Blade Runner 2049 (2017) de Denis Villeneuve.
«Vaig intentar realitzar un projecte durant un parell de mesos abans d'adonar-me de l'error que era això», va declarar Deakins en una entrevista. «M'encanta estar en el set, però la resta... no és per a mi».

## Filmografia selecta
- El jilguero (2019)
- Blade Runner 2049 (2017)
- Hail, Caesar! (2016)
- Sicari (2015)
- Unbroken (2014)
- Prisoners (2013)
- Skyfall (2012)
- In Time (2011)
- True Grit (2010)
- A Serious Man (2009)
- Revolutionary Road (2008)
- La duda (2008)
- The Reader (2008)
- No Country for Old Men (2007)
- El asesinato de Jesse James por el cobarde Robert Ford (2007)
- In the Valley of Elah (2007)
- Jarhead (2005)
- The Village (2004)
- The Ladykillers (2004)
- House of Sand and Fog (2003)
- Intolerable Cruelty (2003)
- El hombre que nunca estuvo allí (2001)
- A Beautiful Mind (2001)
- O Brother, Where Art Thou? (2000)
- El gran Lebowski (1998)
- Kundun (1997)
- Fargo (1996)
- Dead Man Walking (1995)
- The Shawshank Redemption (1994)
- El gran salto (1994)
- Barton Fink (1991)
- Mountains of the Moon (1990)
- Air America (1990)
- Lunes tormentoso (1988)
- Personal Services (1987)
- Sid and Nancy (1986)
- Defence of the Realm (1985)
- 1984 (1984)

## Premis i nominacions
| Premis Oscar | Premis Oscar      | Premis Oscar                                       | Premis Oscar | Premis Oscar |
| Any          | Categoria         | Treball nominat                                    | Resultat     | Ref.         |
| ------------ | ----------------- | -------------------------------------------------- | ------------ | ------------ |
| 1995         | Millor fotografia | The Shawshank Redemption                           | Nominat      |              |
| 1997         | Millor fotografia | Fargo                                              | Nominat      |              |
| 1998         | Millor fotografia | Kundun                                             | Nominat      |              |
| 2001         | Millor fotografia | O Brother, Where Art Thou?                         | Nominat      |              |
| 2002         | Millor fotografia | The Man Who Wasn't There                           | Nominat      |              |
| 2008         | Millor fotografia | L'assassinat de Jesse James pel covard Robert Ford | Nominat      |              |
| 2008         | Millor fotografia | No Country for Old Men                             | Nominat      |              |
| 2009         | Millor fotografia | The Reader                                         | Nominat      |              |
| 2011         | Millor fotografia | True Grit                                          | Nominat      |              |
| 2013         | Millor fotografia | Skyfall                                            | Nominat      |              |
| 2014         | Millor fotografia | Prisoners                                          | Nominat      |              |
| 2015         | Millor fotografia | Unbroken                                           | Nominat      |              |
| 2016         | Millor fotografia | Sicari                                             | Nominat      |              |
| 2018         | Millor fotografia | Blade Runner 2049                                  | Guanyador    |              |

| Premis BAFTA | Premis BAFTA      | Premis BAFTA               | Premis BAFTA | Premis BAFTA |
| Any          | Categoria         | Treball nominat            | Resultat     | Ref.         |
| ------------ | ----------------- | -------------------------- | ------------ | ------------ |
| 1997         | Millor fotografia | Fargo                      | Nominat      | [ 8 ]        |
| 2001         | Millor fotografia | O Brother, Where Art Thou? | Nominat      | [ 8 ]        |
| 2002         | Millor fotografia | The Man Who Wasn't There   | Guanyador    | [ 8 ]        |
| 2008         | Millor fotografia | No Country for Old Men     | Guanyador    | [ 8 ]        |
| 2009         | Millor fotografia | The Reader                 | Nominat      | [ 8 ]        |
| 2011         | Millor fotografia | True Grit                  | Guanyador    | [ 8 ]        |
| 2013         | Millor fotografia | Skyfall                    | Nominat      | [ 8 ]        |
| 2016         | Millor fotografia | Sicari                     | Nominat      | [ 8 ]        |
| 2018         | Millor fotografia | Blade Runner 2049          | Guanyador    | [ 8 ]        |